# Münchberg
Münchberg Város Németországban, azon belül Bajorországban. Lakosainak száma 10 200 fő (2023. december 31.).

## Városrészei

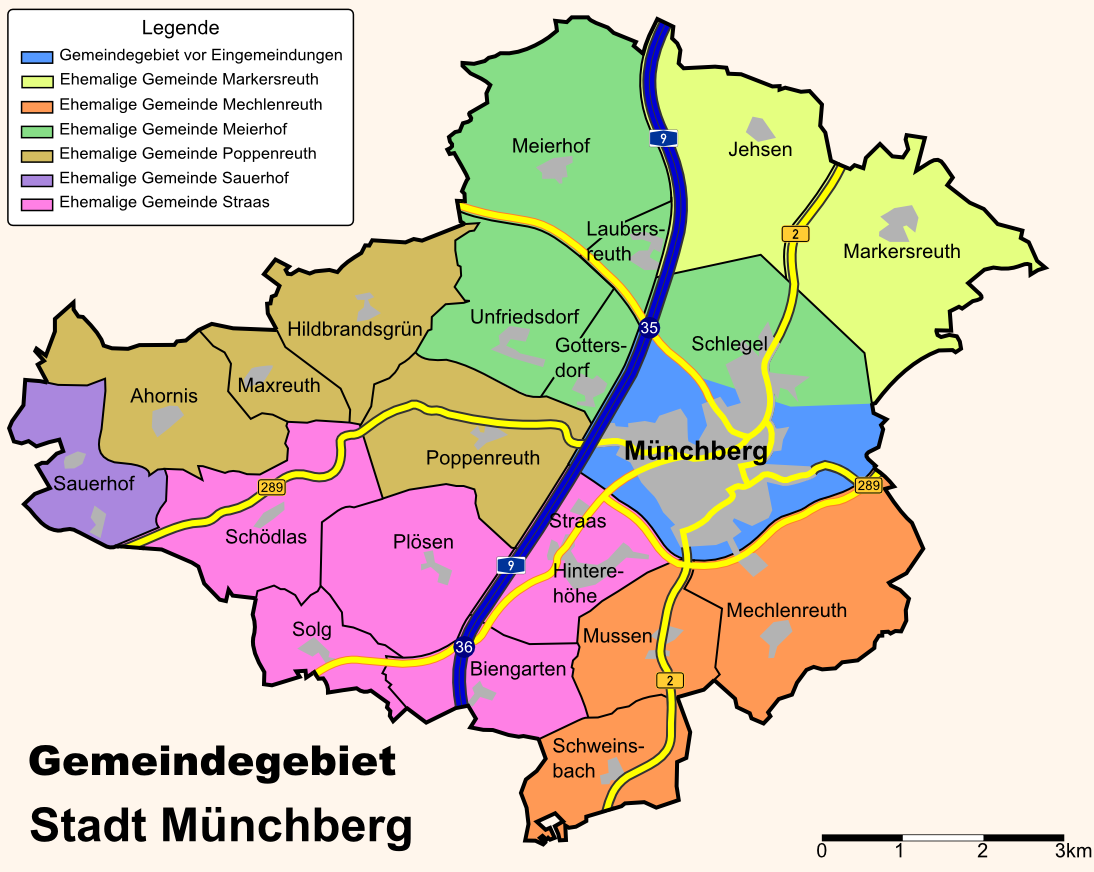
A város területe

A városnak 59 része van:
| - Ahornis - Ahornismühle - Biengarten - Bug - Dietelmühle - Eiben obere - Eiben untere - Eiben b. Münchberg - Einzel untere - Einzel a. Wald - Einzeln b. Ahornis - Gottersdorf - Grund - Hammermühle - Hildbrandsgrün | - Horlachen hintere - Horlachen vordere - Jehsen - Kuppel - Laubersreuth - Löhlein - Lohziegelhütte - Markersreuth - Maulschelle - Maxreuth - Mechlenreuth - Meierhof - Mittelsauerhof - Münchberg - Mussen | - Nebers - Neuhaus - Neutheilung - Obersauerhof - Plösen - Plösenmühle - Poppenreuth - Pulschnitz - Pulschnitzberg - Rabenreuth - Rothenmühle - Ruppes - Rußhütte - Schlegel - Schneidersgrün | - Schödlas - Schwarzholzwinkel - Schweinsbach - Solg - Straas - Unfriedsdorf - Unterer Birnstengel - Untersauerhof - Wäldlein - Walzbach - Wiesenthal - Wüstensaal - Ziegelhütte - Ziegenrück |

## Története
Münchberg írott forrásban elsőként 1298-ban tűnik fel mint város.
1810-ben a város a Bajor Királysághoz került.

## Népesség
A település népessége az elmúlt években az alábbi módon változott:
| Lakosok száma | 3460 | 10 483 | 11 005 | 11 668 | 10 368 | 10 306 | 10 242 | 10 274 | 10 049 | 10 200 |
|               | 1875 | 1950   | 1975   | 1987   | 2012   | 2014   | 2016   | 2017   | 2021   | 2023   |